# Stichorkis vestita
Stichorkis vestita là một loài thực vật có hoa trong họ Lan. Loài này được (Rchb.f.) Marg., Szlach. & Kulak mô tả khoa học đầu tiên năm 2008.